# 上村勇人
上村 勇人（うえむら はやと、1988年8月14日 - ）は、地方競馬の兵庫県競馬組合・西脇馬事公苑、小村正也厩舎所属の元騎手である。地方競馬教養センター騎手課程第86期生。

## 来歴
2008年3月31日付けで地方競馬騎手免許を取得し、森澤友貴厩舎からデビュー。同年4月15日第2回園田競馬1日目第5競走D6二組4歳以上条件戦カープダブリンで初騎乗（8頭立て6番人気10着）。同年4月22日第2回園田競馬4日目第3競走D3四組4歳以上条件戦をドロシービコーで優勝し、6戦目で初勝利（9頭立て1番人気）。
2009年1月21日第21回園田競馬2日目第7競走D6二組4歳以上条件戦サンユウストーリーに騎乗していたが落馬負傷し、左反復性肩関節脱臼・左肩関節唇損傷で約二ヶ月間の休養加療が必要と診断された。その後同年4月21日第2回園田競馬4日目第9競走C2 4歳以上特別戦イナズマキャターに騎乗（12頭立て8番人気7着）し、レースでの騎乗を再開した。
2010年1月12日第24回全日本新人王争覇戦出場（10人中8位）。同年8月27日付けで森澤友貴厩舎から坂井光政厩舎へ所属が変更された。
2011年4月1日付けで坂井光政厩舎から小村正也厩舎へ所属が変更された。同年6月24日に騎手免許取消を申請し、引退した。
地方通算成績は1164戦78勝・2着79回・3着90回・勝率6.7%・連対率13.5%。
騎手引退後、牧場での研修や日本中央競馬会 (JRA) の勤務を経て、2016年北海道浦河町に育成牧場 “Maverick” を設立、競走馬の育成等に従事している。